# 今中慎二
今中 慎二（いまなか しんじ、1971年3月6日 - ）は、大阪府門真市出身の元プロ野球選手（投手、左投左打）、野球解説者・野球評論家。
愛称は、先輩からは「チュー」、同級生からは「イマチュー」と呼ばれる。
現役時代は中日ドラゴンズ一筋でプレーし、最多勝利や沢村栄治賞を獲得するなど、1990年代のNPBを代表する左腕として活躍した。

## 経歴

### アマチュア時代
大阪府門真市の古川橋駅周辺で生まれ、3歳年上の兄の影響で浜町小学校2年生の時に野球を始めた。本来は右利きだが、兄が右投げ用のグラブを持って行ってしまい、家のこたつに迷い込んだペルシャ猫を譲った向かいの中年女性から左利き用のグラブをもらって使い始めたことがきっかけで、左投げになった。3年生になると兄と同じ軟式野球チームに入ったが、自ら望んでの入団ではなく、兄が忘れた弁当を届けに行ったところ「明日から練習に来い」と言われての入団であった。4年生からは投手になった。門真第一中学に進むと同年設立されたリトルシニアチームである門真シニアに入団し、1年目からエースとなっている。当時から球速があったが、チームの守備力が高くないことなどから大会ではなかなか勝てず、野球を辞めようかとも考えたという。
大阪産大高校大東校舎に進学後、入学当初は目立った存在ではなかったが、山本泰監督に徹底的に鍛え上げられ、見違えるような速球を投げるようになり、同校を訪れた阪神タイガーススカウトの田丸仁からも高評価を受けたという。1年夏の大阪府大会からベンチ入りを果たし、秋の府大会では準々決勝の対PL学園戦に登板した。この試合は0対1で敗れたものの、立浪和義や野村弘を擁して翌年に春夏連覇を果たす強豪を相手に1失点に抑え、NPBのスカウトらから注目を集めるようになった。2年の冬にはクモ膜下出血で母を亡くし、精神的に大きく落ち込んだが、3年時になると精神的に立ち直り、将来のプロ入りを明確に目指すようになった。
3年生に進級した1988年度より大東校舎は大阪桐蔭高校として独立する。3年夏の大阪府大会では15個の三振を奪いながら延長戦の末に初戦で敗退し、甲子園に出場することはなかった。就職を予定しており日本生命に内定していたが、球速145 km/hの速球などによって全球団のスカウトが来校するほど高い注目を集めており、1988年度ドラフト会議で中日ドラゴンズから1位指名を受けた。ドラフト会議当日のことについて今中は「多くの報道カメラが待ち構えていて、名前が呼ばれた瞬間はカメラのシャッター音しか聞こえなかった」と述懐している。担当スカウトは中田宗男で、契約金と年俸それぞれ6000万円、480万円（いずれも推定）で入団契約を結んでいる。同期には、バッテリーを組んでいた桐山明佳（1988年に日本ハムファイターズにドラフト外で入団）がいる。今中と桐山は大阪桐蔭初のプロ入り選手である。

### プロ選手時代

#### 現役前半
1989年は近藤真一や上原晃の例に倣い、キャンプからオープン戦の期間は二軍（ウエスタン・リーグ）でランニングなど体力の強化や守備練習に明け暮れた。バッテリーコーチの新宅洋志や二軍投手コーチの稲葉光雄の指導を受けてフォーム修正や体力向上に取り組み、早くも5月26日にはナゴヤ球場での対読売ジャイアンツ（巨人）戦で一軍（セントラル・リーグ）初登板を果たした。9月17日の広島での対広島東洋カープ戦では先発して北別府学と投げ合い、2回にマメを潰しながらもアロンアルフアで固めて5回を投げプロ初勝利を挙げた。オフの秋季キャンプにはロサンゼルス・ドジャースから臨時コーチが来ており、当時MLBで流行していたスプリット・フィンガード・ファストボール系のフォークボールを習得した。
1990年、キャンプで投手コーチの池田英俊にフォロースルーなどを指導されてストレートの伸びや変化球のキレが改善した。また、シンカーの習得にも挑戦した。3月4日に守備練習でノックの球を膝に当ててノースローの調整が続いたが、3月24日に豊橋市民球場で行われた福岡ダイエーホークスとのオープン戦では村田勝喜と投げ合って、5回で61球を投げ2安打無四球で無失点の好投を見せた。開幕後は将来の左のエースとしての期待をかけられ、主に先発として起用された。当時はまだ漫然と投げるようなところがあったものの、先発ローテーションに定着して6完投を記録、規定投球回にも到達して10勝を記録している。
1991年、オールスターゲームに初めて出場し、第2戦の7回から2イニングを投げ1安打無失点に抑えている。同年は佐々岡真司との最優秀防御率を争い、シーズン最終戦のダブルヘッダーに連続して先発したものの防御率0.08の差でタイトルを逃した。この年の対ヤクルトスワローズ戦で救援に失敗した際、監督の星野仙一が激怒してコンクリート製の火鉢を何度も蹴って骨折したことがあった。こればかりは今中に非はないが「今中の行動が遠因で起きたこと」として今中のエピソードとして語られることもある。
星野に代わって高木守道が監督に就任した1992年は4月19日の対巨人戦でゴロの打球が左手首に当たって骨折し、3か月後の夏場に復帰している。骨折が直って間もない頃はなかなか握力が戻らず、軽くキャッチボールをしても手首に鋭い痛みが走った。しかし、なぜかカーブだけは痛みがなく投げられたため、リハビリとしてカーブだけを用いた遠投キャッチボールを続けた。最初のうちはコントロールがつかなかったが次第にコツを掴み、これが今中の決め球ともいえるスローカーブを習得したきっかけだという、また前腕の筋肉を鍛える中で左肘の遊離軟骨が偶然くっついたとも述べている。同年は11試合の登板に終わったものの8勝2敗で防御率1.77の成績を残している。
1993年、自身初の開幕投手を務め、開幕4連勝の後で5連敗を喫したがそこから大きく巻き返し、7月6日の対ヤクルト戦では当時のセ・リーグ最多タイ記録となる1試合16奪三振を記録した。2年ぶりに出場したオールスターゲームでは第1戦に2番手として登板し、2回を投げ4安打2失点だった。同年は先発で週に1、2回は登板し、249イニングを投げている。また、9月2日のナゴヤ球場での対ヤクルト戦では9回二死から池山隆寛に同点本塁打を打たれ、延長まで投げ続けたものの15回引き分けに終わって首位浮上のチャンスを逃した。この試合は翌年の10.8決戦と並んで、現役時代で最も印象に残っているという。同年の最終的な成績は17勝7敗、防御率2.20、247奪三振で最多勝利、最多奪三振などに輝き、審査項目を全て満たして沢村賞を受賞した。ちなみに、1990年代で審査項目を全て満たしたのは、今中以外には1991年の佐々岡真司のみである。また、ベストナインとゴールデングラブ賞にも選出されている。
1994年、オールスターゲームで第2戦の9回に登板し、イチローらを三者凡退に打ち取っている。同年はチームがシーズン最終戦まで巨人と激しく優勝を争い、中2日や中3日の先発が続いたが痛みなどを訴えることはなかった。10.8決戦では試合に先立って中村武志ら選手会の面々に「勝っても負けてもいいから先発して欲しい」と頼み込まれるほど信頼を集めており、4回5失点で降板して敗戦投手となったものの他の選手達に悔いはなかったという。同年の夏頃から左肩の状態が徐々に悪化していったと、今中自身は後に語っている。
1995年、疲労などでカーブなど球のキレが悪くなっていたが、チーム内で唯一規定投球回に到達してリーグ2位の15完投を挙げた。同年のオールスターゲームでは第1戦に2番手として登板し、2イニングをパーフェクトに抑えている。またMLBのスカウトからは、同年に渡米してロサンゼルス・ドジャースでプレーした野茂英雄より高い評価を受けており、シンシナティ・レッズ監督のデーブ・ジョンソンからシーズン中にトレードによる獲得の打診があったという。しかし本人の知らない所での話であり、本人もMLBに興味はなかったと後に語っている。
星野が監督に復帰した1996年、4年連続で開幕投手を務め、6月27日のナゴヤ球場での対広島戦では球団史上最速の186試合で1000奪三振を達成するなどの活躍で、7月までに9勝を挙げている。しかし、7月16日の東京ドームでの対巨人戦でプロ入り最短の1/3回で降板し、左肩の痛みを訴えた。翌日の検査で左肩関節周囲炎のため2週間の安静が必要という診断を受けて一軍登録を抹消され、直後のオールスターゲームは出場を辞退し、代わりに斎藤隆が出場している。この故障の半月前にも腰痛で登板を回避していたが、優勝争いをしているチーム事情もあって1週間後には投球練習を再開し、7月29日に一軍に復帰、8月4日のナゴヤ球場での対巨人戦では1失点完投で勝利を挙げた。その後も左肩の違和感が残ったまま登板を重ねて更に4勝し、4年連続2桁勝利となる14勝を記録している。また、その間の9月24日の横浜ベイスターズ戦（横浜スタジアム）では、6失点しながらも完投で13勝目を挙げたが、試合前のウォーミングアップで右手人差し指を骨折していた中での投球だった。

#### 現役後半
1997年、キャンプ前に再び左肩を故障して従来とは明らかに異なる痛みを感じ、精密検査により奥の筋肉に損傷が確認された。このため肩の状態を確かめながら負担を抑えるスローペースな調整をしたものの、オープン戦初登板となった3月20日の対ロッテ戦では球速が最高124km/hにとどまっている。更に試合後には肩関節周囲炎の再発が判明して投球練習ができなくなり、5年連続の開幕投手を断念した。6月に一軍登録され、6月8日のナゴヤドームでの対巨人戦でリリーフとしてシーズン初登板を果たしたものの、球威やキレが戻らず二軍に戻って再調整を続けた。8月に一軍に復帰して8月15日のナゴヤドームでの対ヤクルト戦でシーズン初先発し、最速143km/hの速球と90km/h台のスローカーブで6回を3安打1失点に抑えて初勝利を挙げたが、同年は2勝に終わっている。例年ノースローだった秋季キャンプでは、投手コーチの宮田征典が止めたにもかかわらず積極的に投球練習を行い、感覚が回復してきたと周囲に語っていた。同年オフの12月6日にはフジチクの副社長を務めていた藤村芳行の長女との結婚披露宴を挙げ、星野や鈴木礼治（愛知県知事）、松岡利勝（衆議院議員）、葛西敬之（東海旅客鉄道代表取締役）らが出席、鈴木宗男夫妻が媒酌人を務めている。
1998年、肩の状態が回復し、キャンプから筋力強化や遠投などを重ねた。5月16日の横浜戦（ナゴヤドーム）では先発した1回に1点を失ったものの、その後は直球で押し、5回1失点の成績でシーズン2勝目を挙げたが、結果的にこの勝利が現役生活最後の勝ち星となった。6月5日のナゴヤドームでの対巨人戦では最速140 km/hを記録して90km/hのスローカーブも戻り、8回131球を投げ2安打1失点の内容で復活の兆しを見せた。しかし好調が持続せず、自身4連敗で迎えた7月9日の対ヤクルト戦に先発して2/3回で5安打4失点とKOされて2勝8敗となると、監督の星野に改めて軟投派への転向を命じられて一軍登録を抹消された。秋からはそれまで強く拒否していたウエイトトレーニングにも進んで取り組み、ランニングや坂路走で下半身を強化し、自身初となる12月の自主トレも行った。この年の契約更改は12月20日の16時に球団事務所で行う予定だったが、早めに家を出たにもかかわらず、名古屋市内の繁華街において、大渋滞に巻き込まれたことや同日17時にチームメイトである門倉健の結婚披露宴を控えており、今中や球団幹部も出席する予定だったことから、契約更改の場を急遽結婚式場に変更した上で行われた。
1999年、2月11日には投球練習を始めるなど早めの調整を行っていたが、一方でブルペンに入るのが怖くなるほど左肩の状態が悪化していた。7月15日のナゴヤドームでの対広島戦に先発したものの2回6失点に終わり、福岡市の病院で改めて検査を受けた。当初はリハビリによる治療を考えていたが、良い肩の状態が数日しか続かない状況にケジメをつけるため、炎症の原因だった左肩の滑液包を除去して突起骨を3箇所切除する手術を8月20日に受けている。執刀医が驚くほど患部は悪化していたが5時間かかった手術は成功し、そのまま福岡で数ヶ月間リハビリを続けた。同年は入団後初めてチームがリーグ制覇を果たしたものの、9月30日の神宮での対ヤクルト戦で優勝が決まった時も福岡市内で医師と共に夜釣りをしていたという。結局、このシーズンはプロ入り初の未勝利に終わり、自身プロ入団後初のリーグ優勝には貢献できなかった。ダイエーとの日本シリーズの際には経過報告を兼ねて福岡の宿舎を訪ね、チームメイトに激励の言葉をかけて静かに去っている。
2000年、11年ぶりに二軍キャンプでのスタートとなり、初めて一軍登板のないままシーズンを終えた。オフの契約更改は大幅な減俸となって翌年2月までかかり、星野監督からは「契約するだけでも感謝するように」という最後通告を受けている。
2001年は1月の伊良湖岬での合同自主トレで積極的にランニングに取り組む姿勢が投手コーチの山田久志に評価され、2年ぶりに一軍キャンプでのスタートとなった。キャンプ直前の1月30日には読谷球場のブルペンで100球を投げ込み、キャンプ中も投球練習の球数をこなしたが制球に問題があった。オープン戦では球速が最高131km/hにとどまったものの、フォークやシュートやこの年新しく試していたまっスラ（カットボール）を駆使して3月3日の対ロッテ戦では4回を1失点に抑えている。しかし野手の状態が上がるに連れて打たれる場面が増え、3月23日の教育リーグでの対阪神戦では5回106球を投げて8安打5四球3失点の内容で、開幕一軍入りを諦めた。同年は2年ぶりに一軍登板は果たしたがプロ入り初の一軍先発無しの7試合に登板にとどまり、星野監督の辞任発表翌日の9月26日に児玉光雄球団代表補佐から戦力外通告を受けた。これを機に気力の限界などから10月に引退を決意。山田は中継ぎとしての再生を考え、阪神からはテスト参加の誘いがあるなど、他球団からも獲得の打診があったという。11月10日に引退の記者会見を開いた。

### 現役引退後
2002年3月23日にナゴヤドームでのオリックス・ブルーウェーブとのオープン戦の際に引退セレモニーが行なわれ、谷佳知と対戦した後に長男から花束が贈呈された。中日の選手の引退セレモニーがオープン戦で開かれるのは1997年の郭源治以来であり、今中の次は2010年の立浪和義であった。また、同年よりNHKの野球解説者となり、名古屋の民放局でもゲスト解説を行っているほか中日スポーツ野球評論家も務めている。
2009年のパ・リーグ順位予想では日本ハムのリーグ優勝を的中させた。
2010年も、中日とソフトバンクの優勝を予想し的中させた。また、プロ野球マスターズリーグでは名古屋80D'sersに所属している。
2012年シーズンより古巣・中日の二軍投手コーチに就任。同シーズン後に権藤博一軍投手コーチが退団したことに伴い、一軍投手コーチに就任した。
2013年当初はブルペン担当だったが、チームの不振により6月12日の対西武戦から近藤真市投手コーチと入れ替わりでベンチ担当となった。10月15日、球団より翌年の契約を結ばないことが発表された。
2014年からは再びNHKの野球解説者（主に総合テレビ東海ローカルの中日主管試合、BSのメジャーリーグ中継に出演）として活動する。

## 選手としての特徴

### 投球スタイル
細身の体型から全盛期には最速150km/h近いキレの良い速球と100km/h前後のスローカーブにフォークボールや70-80km/hの超スローカーブを混ぜた投球をしていた。さらに1996年頃からはチェンジアップも使っていた。これらの変化球を意識的に全く同じフォームで投げ分けて打者を翻弄し、捕手の中村武志がリリース直前までサイン間違いかと不安になることも少なくなかったという。特にカーブの方がストレートよりも力強く腕を振るように見えるフォームだったため、打者はストレートに差し込まれたりカーブに体が突っ込んだりしやすくなった。
先発の時はいかに完投するかを常に考え、5回まではストレートとカーブで投球を組み立て、打者が3巡目から4巡目に入って慣れてくる6回頃からフォークボールを混ぜていった。フォークは多くても10球程度しか投げなかったが、終盤から球種を増やすことで狙いを絞りにくくさせて主導権を握り、さらに球種の少ない中盤までに攻略しようとして相手が焦る効果もあったという。味方の得点に関わらず3点以内で完投するようなスタイルで、8点取ったら7点までは許すような山本昌とは対照的だったと中村武志は評している。このため、重要な試合では点を取られない所を評価されて先発を任されることが多かった。
外角低めの球をベースにしながら、それを活かすためにも内角を有効に使うことを重視していた。内角への投球はコースが甘くなると長打になりやすいため勇気とコントロールが必要だが、外角だけでは踏み込んで打たれるか四球による自滅に繋がると考えていた。
前述の通り幼少期に左投げとなったものの、本人曰く現在でも「野球以外は全部右」。ペンを持つ手は右であり、バドミントンや卓球なども右手でないとできないとのこと。

### スローカーブ
スローカーブは1992年に骨折からのリハビリを機に習得している。復帰直後の対阪神戦で和田豊に対してフルカウントからカーブを投げて珍しく和田から見逃し三振を奪い、手応えを掴んだという。人差し指と中指をボールの中心からずらして縫い目にかけ、非常にゆるく握って親指は添える程度にしていた。この状態から手首をひねらず、人差し指と親指の間からすっぽ抜けるような感じで顔の前でリリースして投げたという。ベース上に真上から落とすようなイメージで投げ、内外角の投げ分けも出来ていた。
打者からはストライクゾーンを外れるほど高い軌道から落ちてくるように見える上、ミットに入る前に空回りして止まりそうになるように感じられたという。このため打者は腰砕けになることが多く、トーマス・オマリーをはじめ外国人打者に特に嫌がられた。原辰徳に対して8-9球連続でカーブだけを投げた時には全てファウルになっており、ファウルを打たせるのにもカウントを取るにも有効なボールだった。また反発力がないため打たれても飛ばず、球速が遅いため打者が必ず反応するなど使い勝手が良い球だったという。

### フォークボール
指が短く開きも狭いため、しっかりボールを挟むフォークボールの習得は諦めていた。しかし1989年の秋季キャンプで握りの浅いスプリット・フィンガード・ファストボール系のフォークを習得し、1991年頃から使うようになった。落差にはバラつきがあったが、1試合の中でハッキリ落ちるのは1球程度と基本的に変化は小さかった。高めに入ると絶好球となるが制球を重視しすぎると腕の振りから見破られるため、低めを意識しながらも腕を強く振ることを重視していたという。
握りが浅くなるためフォークは改良がしにくく、練習ではほとんど投げなかった。フォーク自体は痛打されることが多く、首脳陣から試合で投げるなと言われたりもしたが、ストレートやカーブを活かすためにも投げ続けた。1994年から対戦するようになった落合博満にも、フォークの存在が非常に大きいと評されている。

### 成績
自身の通算記録では74完投を挙げたことが誇りだったという。与死球が少なく1994年と1995年には与死球0の成績を残しているが、「死球の恐怖心がなければ打者は4割打てる」とも語っており、ある程度は死球も止むを得ないと考えていた。また、同時に敬遠も少ない年では先発としてフルシーズンを投げ敬遠0の記録も持っている。対巨人戦で多く登板する先発ローテーションを組まれたこともあり、当該カードは通算25勝を挙げた巨人キラーであるが、金田正一や江夏豊の3年連続対巨人戦5勝以上の記録には一歩及ばなかった。
また、左投げながら通算被打率は対左打者で.263（1301打数342安打）、対右打者で.244（3528打数860安打）と対左打者の方が相性が悪い。これについては、「昔の左打者は外角へ逃げる球を苦手としていたが現代の左打者は左投手のスライダーなどにもうまく対応しており、左対左は投手有利という一般論が必ずしも成り立たない時代になった」と引退後の2002年に語っている。

## 他の選手との関係
落合博満と前田智徳には簡単に安打を打たれるというイメージがあり、走者のいる場面などでは周囲に伝わるほど気合を入れて対決した。この2人が打者として最も印象に残っており、また自身の調子のバロメーターでもあったという。投手では桑田真澄が最も印象に残り、投球に全くバットが当たらなかったことに加え、投げ合って勝った記憶がないというほど相性の悪さを感じていた。
正捕手を務めていた中村武志への信頼は厚く、引退後に出演した『サンデードラゴンズ』内で中村からの餞別ビデオを見た際に涙を流す一面を見せた。

## 詳細情報

### 年度別投手成績
| 年 度      | 球 団      | 登 板 | 先 発 | 完 投 | 完 封 | 無 四 球 | 勝 利 | 敗 戦 | セ 丨 ブ | ホ 丨 ル ド | 勝 率 | 打 者 | 投 球 回 | 被 安 打 | 被 本 塁 打 | 与 四 球 | 敬 遠 | 与 死 球 | 奪 三 振 | 暴 投 | ボ 丨 ク | 失 点 | 自 責 点 | 防 御 率 | W H I P |
| ---------- | ---------- | ----- | ----- | ----- | ----- | -------- | ----- | ----- | -------- | ----------- | ----- | ----- | -------- | -------- | ----------- | -------- | ----- | -------- | -------- | ----- | -------- | ----- | -------- | -------- | ------- |
| 1989       | 中日       | 10    | 7     | 0     | 0     | 0        | 1     | 4     | 0        | --          | .200  | 200   | 40.2     | 71       | 5           | 17       | 0     | 0        | 30       | 1     | 0        | 32    | 31       | 6.86     | 2.16    |
| 1990       | 中日       | 31    | 19    | 6     | 1     | 1        | 10    | 6     | 1        | --          | .625  | 641   | 144.2    | 169      | 12          | 54       | 2     | 4        | 85       | 2     | 0        | 67    | 62       | 3.86     | 1.57    |
| 1991       | 中日       | 36    | 27    | 8     | 4     | 2        | 12    | 13    | 0        | --          | .480  | 822   | 193.0    | 192      | 10          | 59       | 6     | 3        | 167      | 6     | 0        | 66    | 54       | 2.52     | 1.31    |
| 1992       | 中日       | 11    | 8     | 6     | 1     | 2        | 8     | 2     | 0        | --          | .800  | 294   | 76.1     | 52       | 8           | 19       | 2     | 0        | 66       | 0     | 0        | 17    | 15       | 1.77     | 0.93    |
| 1993       | 中日       | 31    | 30    | 14    | 3     | 0        | 17    | 7     | 1        | --          | .708  | 982   | 249.0    | 183      | 20          | 59       | 1     | 2        | 247      | 5     | 0        | 67    | 61       | 2.20     | 0.98    |
| 1994       | 中日       | 28    | 25    | 14    | 2     | 1        | 13    | 9     | 3        | --          | .591  | 785   | 197.0    | 166      | 18          | 42       | 2     | 0        | 156      | 8     | 0        | 68    | 63       | 2.88     | 1.06    |
| 1995       | 中日       | 25    | 24    | 15    | 3     | 3        | 12    | 9     | 0        | --          | .571  | 773   | 189.0    | 178      | 18          | 45       | 2     | 0        | 150      | 6     | 1        | 72    | 69       | 3.29     | 1.18    |
| 1996       | 中日       | 25    | 24    | 11    | 2     | 1        | 14    | 8     | 0        | --          | .636  | 757   | 179.2    | 175      | 13          | 57       | 0     | 1        | 153      | 8     | 0        | 75    | 66       | 3.31     | 1.30    |
| 1997       | 中日       | 10    | 8     | 0     | 0     | 0        | 2     | 2     | 0        | --          | .500  | 195   | 44.2     | 42       | 5           | 19       | 1     | 3        | 18       | 0     | 0        | 23    | 20       | 4.03     | 1.43    |
| 1998       | 中日       | 14    | 14    | 0     | 0     | 0        | 2     | 8     | 0        | --          | .200  | 276   | 62.1     | 64       | 4           | 28       | 2     | 1        | 50       | 1     | 0        | 41    | 37       | 5.34     | 1.49    |
| 1999       | 中日       | 5     | 1     | 0     | 0     | 0        | 0     | 1     | 0        | --          | .000  | 38    | 8.0      | 11       | 1           | 1        | 0     | 1        | 6        | 0     | 0        | 7     | 7        | 7.88     | 1.50    |
| 2001       | 中日       | 7     | 0     | 0     | 0     | 0        | 0     | 0     | 0        | --          | ----  | 49    | 11.0     | 12       | 1           | 6        | 0     | 0        | 1        | 0     | 0        | 4     | 4        | 3.27     | 1.64    |
| 通算：12年 | 通算：12年 | 233   | 187   | 74    | 16    | 10       | 91    | 69    | 5        | --          | .569  | 5812  | 1395.1   | 1315     | 115         | 406      | 18    | 15       | 1129     | 37    | 1        | 539   | 489      | 3.15     | 1.24    |

- 各年度の太字はリーグ最高

### タイトル
- 最多勝利：1回（1993年）
- 最多奪三振：1回（1993年）

### 表彰
- 沢村栄治賞：1回（1993年）
- ベストナイン：1回（投手部門：1993年）
- ゴールデングラブ賞：1回（投手部門：1993年）
- 最優秀投手：1回（1993年）
- 月間MVP：1回（投手部門：1991年8月）
- IBMプレイヤー・オブ・ザ・イヤー賞：1回（1993年）
- 優秀JCB・MEP賞：2回（1993年、1995年）

### 記録
初記録
- 初登板：1989年5月26日、対読売ジャイアンツ9回戦（ナゴヤ球場）、8回表に3番手で救援登板・完了、2回1失点
- 初奪三振：同上、8回表に篠塚利夫から
- 初先発登板：1989年5月30日、対広島東洋カープ5回戦（広島市民球場）、4回3失点で敗戦投手
- 初勝利：1989年9月17日、対広島東洋カープ22回戦（ナゴヤ球場）、5回1失点
- 初完投勝利：1990年6月2日、対横浜大洋ホエールズ8回戦（ナゴヤ球場）、9回1失点
- 初セーブ：1990年8月25日、対読売ジャイアンツ19回戦（ナゴヤ球場）、7回表一死に2番手で救援登板・完了、2回2/3無失点
- 初完封勝利：1990年8月29日、対広島東洋カープ23回戦（ナゴヤ球場）
- 初本塁打：1996年4月23日、対ヤクルトスワローズ4回戦（明治神宮野球場）、3回表にテリー・ブロスから右越ソロ

節目の記録
- 1000投球回数：1995年7月6日、対読売ジャイアンツ15回戦（ナゴヤ球場） ※史上261人目
- 1000奪三振：1996年6月27日、対広島東洋カープ14回戦（ナゴヤ球場）、5回表に金本知憲から ※史上97人目

その他の記録
- オールスターゲーム出場：4回（1991年、1993年、1994年、1995年） ※1996年も選出されるも出場辞退[54]

### 背番号
- 14（1989年 - 2001年）
- 71（2012年 - 2013年）

## 関連情報

### 出演番組
- NHKプロ野球
- サンデードラゴンズ
- 土曜どですか！

### 著書
- 『悔いは、あります。』（ザ・マサダ、2002年5月、ISBN 4883970787）
- 『中日ドラゴンズ論："不気味"さに隠された勝利の方程式』（ベストセラーズ（ベスト新書）、2010年10月、ISBN 4584123047）